# Дончо Ватах
Дончо Ватах е български хайдутин от първата половина на XIX век. Четник на дядо Никола Кърджалията. Дончо войвода хайдутува близо трийсет години. Подвизава се из Стара планина, Средна гора, Родопите, Странджа, Одринско и Димотишко. Главното поле на неговата дейност била Средна гора, а зимно време – Одринско, а байрактар му е Петко Янтахта. Участва и в похода на генерал Иван Дибич-Забалкански 1828 – 1829 г.

## Биография
Константин Иречек пише за него в „История на българите“:
| „ | Най-бележит юнак измежду всички български хайдути бил Дончо Ватах от Копривщица, вероятно съратник на гонителя на кърджалиите Дядо Никола. Живеейки ту по балканските и родопските височини, ту край устието на Марица, той преследвал еднакво както грабителите турци, така и султановия низам, па и чорбаджии българи. Придобитите пари раздавал на бедни, както християни, тъй и мохамедани: купувал им волове и им изплащал дълговете. Затова той се ползвал с такова уважение сред българското, гръцкото и турското селско население, че никой нищо не можел да му направи. В 1848 г. против него били изпратени 200 низами от Одрин, от които само 60 се върнали живи. Оттогава чиновниците го оставили на мира. За него разказват, че той притежавал свръхестествени – вълшебни – сили, толкоз повече, че често прекарвал край Узункюприйския мост и дори спял под сводовете му; казвали, че там се срещал със самодиви. Турските войници били преизпълнени със суеверен страх пред него. Както едно време албанците за гръцкия клефт Никоцар на Олимп, така сега низамите разказвали за Дончо, че той е неуязвим, и дори твърдели, че те виждали как отскачат от него куршумите. До каква степен всичко напомняло средните векове, се види от това, че одринският паша, честен стар турчин, освободил хванатия веднъж и доведения при него Дончо, защото му станало жал да погубва такъв храбър юнак. | “ |

Думата „ватах“ има няколко значения: главен майстор на рударска пещ, управител на чифлик и главатар на русалийска дружина. Според Владимир Георгиев думата вероятно има тракийски корени. Спомената е във Виргинската грамота, писана след битката при Траянови врата от 986 г.
Дончо войвода загива в бой с турците близо до Копривщица през 1860 г. Погребват го на връх Влък в Средна гора по стар, хайдушки обичай: без погребален саван и опело.

## Добра войвода
Добра мома войвода е посестрима и верен другар в борбите на неговата дружина, на които помагала при всички случаи. Загинала в битка с турска потеря. Четата на войводката действа от към 1825 до 1855 – 1860 г.

## Дончо Ватаха в народното творчество
Песен за Дончо Ватах войвода

Дончо, българско коляно,

я си запаши сабята

и си нарами пушката,

па иди в гора зелена,

събери момци юнаци –

да си земята отнемем,

да си децата откупим,

да си жените избавим,

да си бащите поменем,

да си за майките отмъстим!

Л. Каравелов, Събрани съчинения, Т. I, стр. 146

## Семейство
Жени се за Пена Каблешкова. След смъртта на Стойка – съпруга на брат ѝ хаджи Лулчо Дончов Каблешков и майка на Тодор Каблешков, „мама Пена“ се грижи за Тодор Каблешков и петте му братя и сестри.

## Памет
На Дончо Ватах е наречена улица в квартал „Хаджи Димитър“ в София (Карта).